# Schizostachyum glaucifolium
Schizostachyum glaucifolium là một loài thực vật có hoa trong họ Hòa thảo. Loài này được (Rupr.) Munro miêu tả khoa học đầu tiên năm 1868.